# Hans Jakob Reiter
Hans Jakob Reiter (Viena, 26 de novembro de 1921 – Viena, 13 de agosto de 1992) foi um matemático austríaco, que trabalhou com análise.

Por causa do Anschluss Hans Reiter teve que deixar sua cidade natal antes de completar o ensino médio. Passando pela Itália conseguiu emigrar para o Brasil, onde estudou com André Weil. Em 1953 obteve um PhD na Universidade Rice, orientado por Szolem Mandelbrojt, com a tese Investigations in Harmonic Analysis. Em 1952 foi assistente na Universidade de Viena e em 1971 obteve uma cadeira de professor lá, após anos em vários cargos acadêmicos estrangeiros, incluindo um intervalo de 1964 a 1971 como professor na Universidade de Utrecht. Dentre seus alunos de doutorado está Hans Georg Feichtinger.
Reiter escreveu o livro-texto amplamente utilizado Classical Harmonic Analysis and Locally Compact Groups.